# Politique du café au lait
La politique du café au lait ou politique du café com leite (prononciation portugaise : [kaˈfɛ kõ ˈlejtʃi]) est la domination oligarchique de la politique brésilienne sous la soi-disant Vieille République (1889-1930) par les nobles terriens de São Paulo (dominés par l'industrie du café) et du Minas Gerais (dominés par l'industrie laitière), représentés par le Parti républicain de São Paulo (PRP) et le Parti républicain du Minas Gerais (PRM).
Le nom fait allusion à la boisson populaire café com leite (littéralement « café au lait »), faisant référence à l'industrie dominante de ces États.

## Histoire
Sous l'ancienne République du Brésil, les machines politiques clientélistes des campagnes permettaient aux oligarques agraires, notamment aux planteurs de café de l'État de São Paulo, de dominer les structures étatiques à leur avantage, en particulier les structures étatiques centrales faibles qui déléguaient effectivement le pouvoir aux oligarchies agraires locales.
Sous l'ancienne République, la politique du café au lait reposait sur la domination de la politique de la république par les États de São Paulo et de Minas Gerais, les plus grands en termes de population et de richesse. On peut illustrer l'étendue de cette domination en notant que les premiers présidents de la république étaient originaires de São Paulo et que par la suite, les gouverneurs sortants des deux principaux États se succédaient à la présidence.
La politique du café au lait reposait sur un système oligarchique connu sous le nom de coronélisme. Connu sous le nom de « règne des colonels », ce terme faisait référence au système de patronage classique dans lequel le contrôle du patronage était centralisé entre les mains d'un oligarque dominant localement connu sous le nom de « colonel », en particulier sous l'ancienne République du Brésil, qui distribuait des faveurs en échange de loyauté.
Dans le même temps, d'autres États étaient mécontents de cette mainmise de São Paulo et du Minas Gerais sur l'État central. La grave sécheresse de 1877 dans le Nord-Est et l'effondrement économique qui s'ensuivit, ainsi que l'abolition de l'esclavage en 1888, propulsèrent la migration de main-d'œuvre massive d'esclaves émancipés et d'autres paysans du Nord-Est vers le Sud-Est, précipitant le déclin des oligarchies sucrières établies du Nord. Avec la croissance simultanée du café dans le Sud-Est, São Paulo, qui émergeait désormais comme État central, commença à accroître son pouvoir sous l'ancienne République. Les propriétaires terriens du nord-est du pays s'opposèrent farouchement aux oligarques rivaux de São Paulo, expliquant leur rôle dans la Révolution de 1930.
Il y eut d'autres cas d'opposition politique organisée à la politique du café au lait avant la Révolution de 1930, comme l'élection présidentielle de 1910, disputée par Hermes da Fonseca (PRC), soutenu par Minas Gerais, et Ruy Barbosa (PRP), soutenu par São Paulo par le biais de la Campagne Civiliste [pt] ; l'élection d'Epitácio Pessoa (PRM) en 1919 ; et la création du Parti Libérateur (PL) en 1928, dans le Rio Grande do Sul.
Au fil du temps, le développement des échanges commerciaux et de l'industrie à São Paulo allait contribuer à saper la domination de la politique de la république par les nobles terriens du même État (dominé par l'industrie du café) et du Minas Gerais (dominé par les intérêts laitiers) - ce que les observateurs appelaient alors la politique du café com leite. Sous Getúlio Vargas, porté au pouvoir par les oligarchies de la classe moyenne et agraire des États périphériques mécontents des oligarques du café, le Brésil s'est orienté vers une structure étatique plus centralisée qui a servi à régulariser et à moderniser les gouvernements des États, en s'orientant vers un suffrage plus universel et des votes secrets.